# Adonisea unimacula
Adonisea unimacula är en fjärilsart som beskrevs av Smith 1891. Adonisea unimacula ingår i släktet Adonisea och familjen nattflyn. Inga underarter finns listade i Catalogue of Life.